# Leichtathletik-Europameisterschaften 2002/Kugelstoßen der Frauen

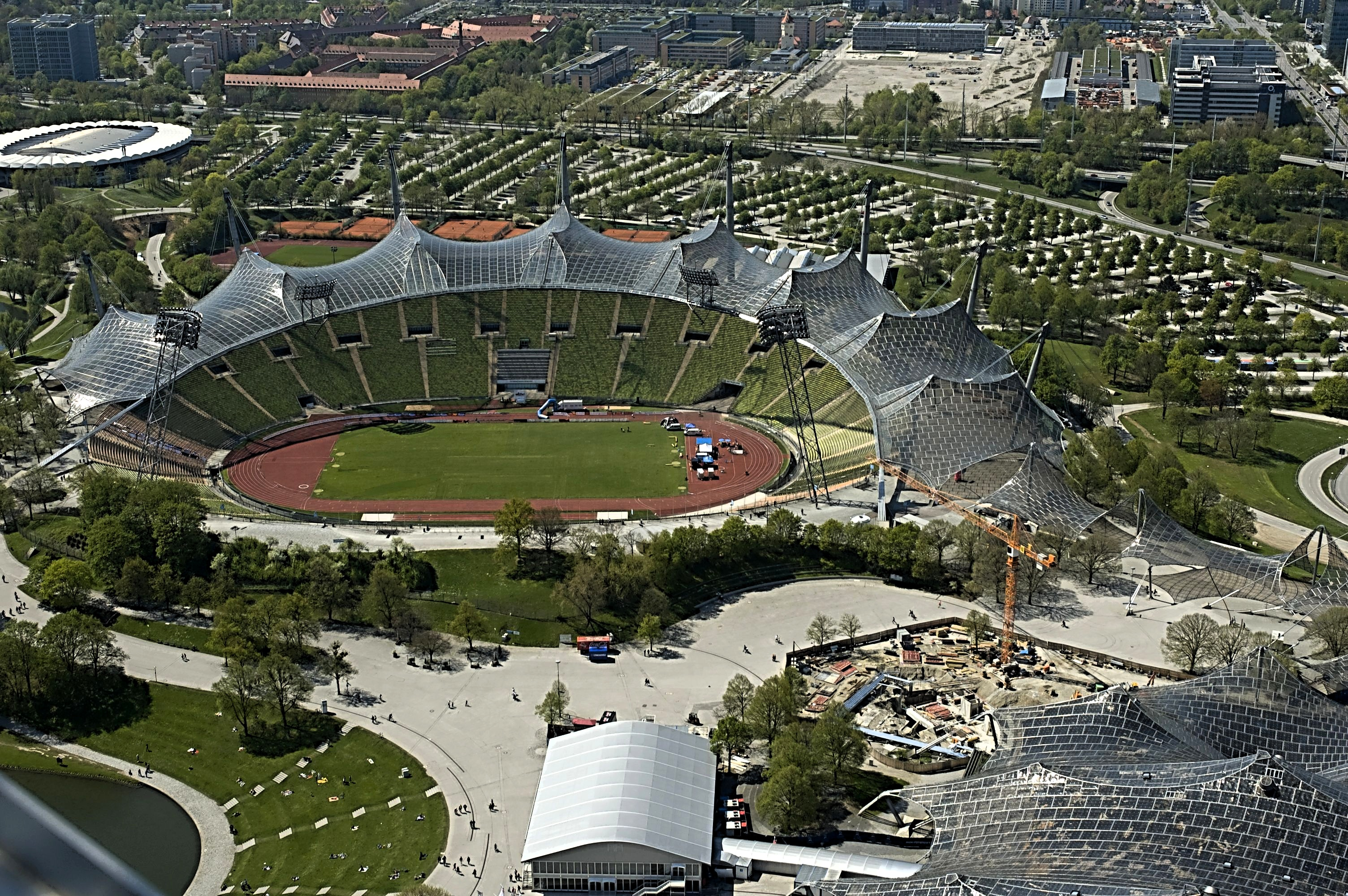
Das Olympiastadion in München von oben im Jahr 2009

Das Kugelstoßen der Frauen bei den Leichtathletik-Europameisterschaften 2002 wurde am 10. August 2002 im Münchener Olympiastadion ausgetragen.
In diesem Wettbewerb errangen die russischen Kugelstoßerinnen mit Gold und Bronze zwei Medaillen. Europameisterin wurde die Vizeeuropameisterin von 1998 Irina Korschanenko. Sie gewann vor der ukrainischen Titelverteidigerin und WM-Dritten von 2001 Wita Pawlysch. Bronze ging an die WM-Dritte von 1999 Swetlana Kriweljowa.

## Bestehende Rekorde
| Weltrekord           | 22,63 m | Natalja Lissowskaja | Moskau, Sowjetunion (heute Russland) | 7. Juni 1987    |
| Europarekord         | 22,63 m | Natalja Lissowskaja | Moskau, Sowjetunion (heute Russland) | 7. Juni 1987    |
| Meisterschaftsrekord | 21,69 m | Wita Pawlysch       | EM Budapest, Ungarn                  | 20. August 1998 |

Der bestehende EM-Rekord wurde bei diesen Europameisterschaften nicht erreicht. Mit ihrer Siegweite von 20,64 m blieb die russische Europameisterin Irina Korschanenko 1,05 m unter dem Rekord. Zum Welt- und Europarekord fehlten ihr 1,99 m.

## Durchführung
Bei der geringen Zahl von nur fünfzehn Teilnehmerinnen aus elf Ländern wurde auf eine Qualifikation verzichtet, alle Athletinnen traten gemeinsam zum Finale an.

## Legende
| x | ungültig |

## Resultat
10. August 2002
| Platz | Name                  | Nation       | Weite (m) | Versuchsserien (m)           | Versuchsserien (m)           | Versuchsserien (m)           | Versuchsserien (m)                          | Versuchsserien (m)                          | Versuchsserien (m)                          |
| Platz | Name                  | Nation       | Weite (m) | 1. Versuch                   | 2. Versuch                   | 3. Versuch                   | 4. Versuch                                  | 5. Versuch                                  | 6. Versuch                                  |
| ----- | --------------------- | ------------ | --------- | ---------------------------- | ---------------------------- | ---------------------------- | ------------------------------------------- | ------------------------------------------- | ------------------------------------------- |
| 1     | Irina Korschanenko    | Russland     | 20,64     | 19,91                        | 20,26                        | 20,64                        | 19,98                                       | x                                           | x                                           |
| 2     | Wita Pawlysch         | Ukraine      | 20,02     | 20,02                        | x                            | x                            | x                                           | 18,97                                       | x                                           |
| 3     | Swetlana Kriweljowa   | Russland     | 19,56     | 17,63                        | 18,97                        | 19,08                        | 19,56                                       | x                                           | x                                           |
| 4     | Astrid Kumbernuss     | Deutschland  | 19,22     | 19,06                        | x                            | 18,78                        | 18,88                                       | 19,22                                       | x                                           |
| 5     | Nadseja Astaptschuk   | Belarus      | 19,07     | x                            | 18,29                        | 18,85                        | x                                           | 19,07                                       | x                                           |
| 6     | Nadine Kleinert       | Deutschland  | 18,68     | 18,39                        | 18,14                        | x                            | 18,68                                       | x                                           | 18,53                                       |
| 7     | Krystyna Zabawska     | Polen        | 18,63     | 17,32                        | 18,07                        | 18,63                        | 18,06                                       | 18,43                                       | 18,17                                       |
| 8     | Assunta Legnante      | Italien      | 18,23     | 17,85                        | 18,23                        | x                            | 18,00                                       | x                                           | 18,00                                       |
| 9     | Nadine Beckel         | Deutschland  | 18,18     | 18,18                        | 17,95                        | 17,98                        | nicht im Finale der besten acht Athletinnen | nicht im Finale der besten acht Athletinnen | nicht im Finale der besten acht Athletinnen |
| 10    | Lieja Koeman          | Niederlande  | 17,54     | 17,44                        | 17,51                        | 17,54                        | nicht im Finale der besten acht Athletinnen | nicht im Finale der besten acht Athletinnen | nicht im Finale der besten acht Athletinnen |
| 11    | Elena Hila            | Rumänien     | 17,41     | 17,41                        | 16,91                        | 17,41                        | nicht im Finale der besten acht Athletinnen | nicht im Finale der besten acht Athletinnen | nicht im Finale der besten acht Athletinnen |
| 12    | Kalliópi Ouzoúni      | Griechenland | 17,38     | 17,38                        | 17,00                        | x                            | nicht im Finale der besten acht Athletinnen | nicht im Finale der besten acht Athletinnen | nicht im Finale der besten acht Athletinnen |
| 13    | Valentina Fedjuschina | Österreich   | 17,11     | Versuchsserien nicht bekannt | Versuchsserien nicht bekannt | Versuchsserien nicht bekannt | nicht im Finale der besten acht Athletinnen | nicht im Finale der besten acht Athletinnen | nicht im Finale der besten acht Athletinnen |
| 14    | Cristiana Checchi     | Italien      | 15,81     | Versuchsserien nicht bekannt | Versuchsserien nicht bekannt | Versuchsserien nicht bekannt | nicht im Finale der besten acht Athletinnen | nicht im Finale der besten acht Athletinnen | nicht im Finale der besten acht Athletinnen |
| 15    | Sevda Kalkan          | Türkei       | 14,63     | Versuchsserien nicht bekannt | Versuchsserien nicht bekannt | Versuchsserien nicht bekannt | nicht im Finale der besten acht Athletinnen | nicht im Finale der besten acht Athletinnen | nicht im Finale der besten acht Athletinnen |

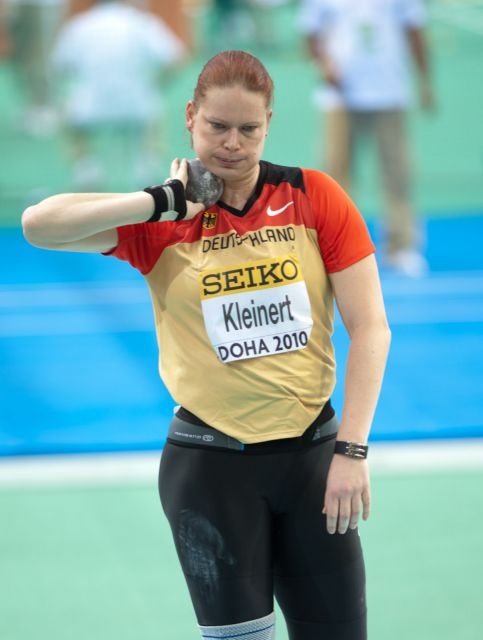
Nadine Kleinert, EM-Sechste von 1998 kam auf den fünften Platz – sie wurde später vier Mal Vizeweltmeisterin, Europameisterin 2012 und Olympiazweite 2004
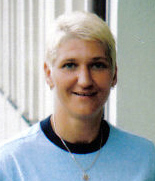
Krystyna Zabawska verbesserte sich gegenüber 1998 vom elften auf den siebten Platz
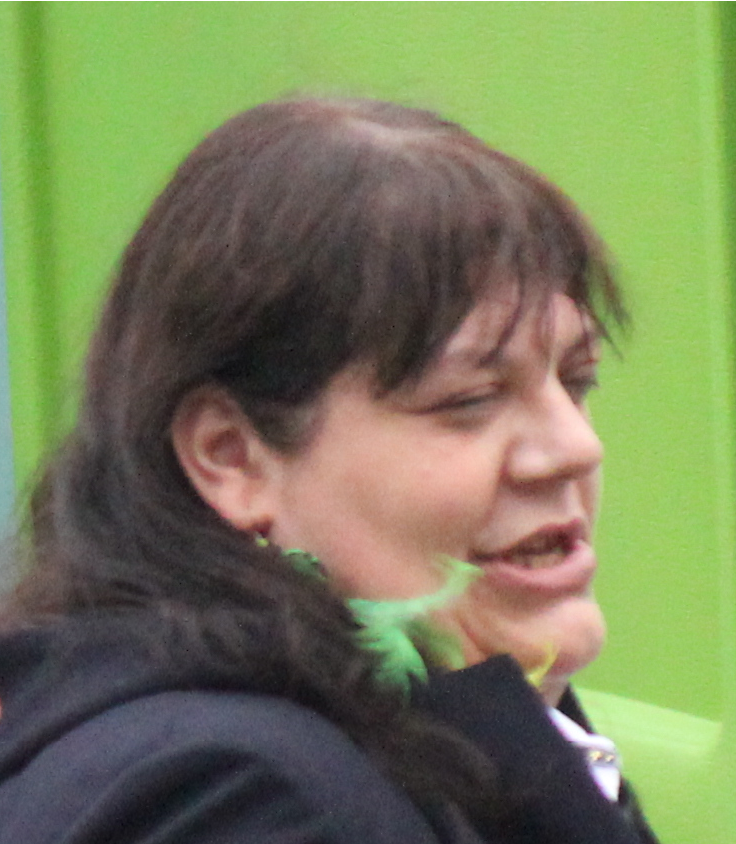
Assunta Legnante belegte Rang acht